# Canet de Mar
Pour les articles homonymes, voir Canet.
Canet de Mar est une commune du Maresme, qui est une comarque de la province de Barcelone, en Catalogne, en Espagne. Cette ville est côtière, avec une côte de plus de 2 kilomètres au bord de la Mer Méditerranée, et se situe à 55 minutes de Barcelone en train.

## Géographie
Canet de Mar se situe entre la Mer Mediterranée et le Montnegre-Corredor, qui est un parc naturel. La ville comporte des montagnes, de forme arrondie par l’érosion. Le terrain est de type granitique. Le plus haut sommet, s’élevant à 300 mètres d’altitude, est à Pedracastell. Depuis ce sommet, il est possible d’apercevoir Barcelone, lorsque le temps est dégagé. Trois routes qui traversent les bois de Canet de Mar, les bois de Pedracastell, sont balisées depuis 2006, et un trajet de randonnée de longue distance, appelé GR-5, relie Canet de Mar à Sitges.
Un autre élément important du paysage de Canet de Mar est la côte, qui s’étend sur 2 100 mètres. Elle est composée d’un fond sableux issu de décomposition des roches granitiques. La côte se compose de deux plages : la plage de Canet, de 1500 mètres de long, et celle de Cavaió, de 600 mètres. Toutes deux sont accessibles à vélo ou à pied. Leur bon état de conservation leur a valu un Pavillon Bleu accordé par l’Union européenne.

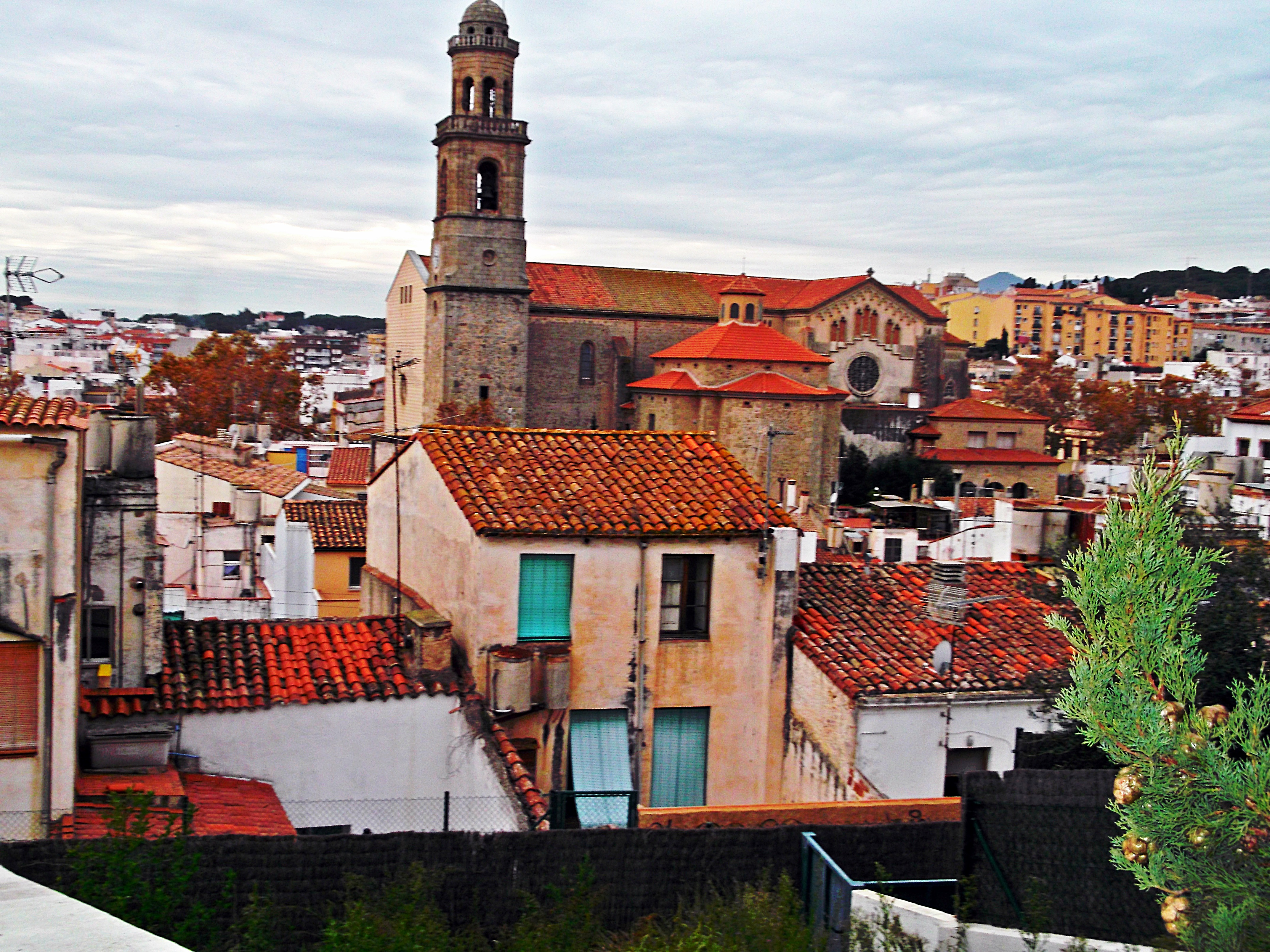
La Iglesia de perfil.

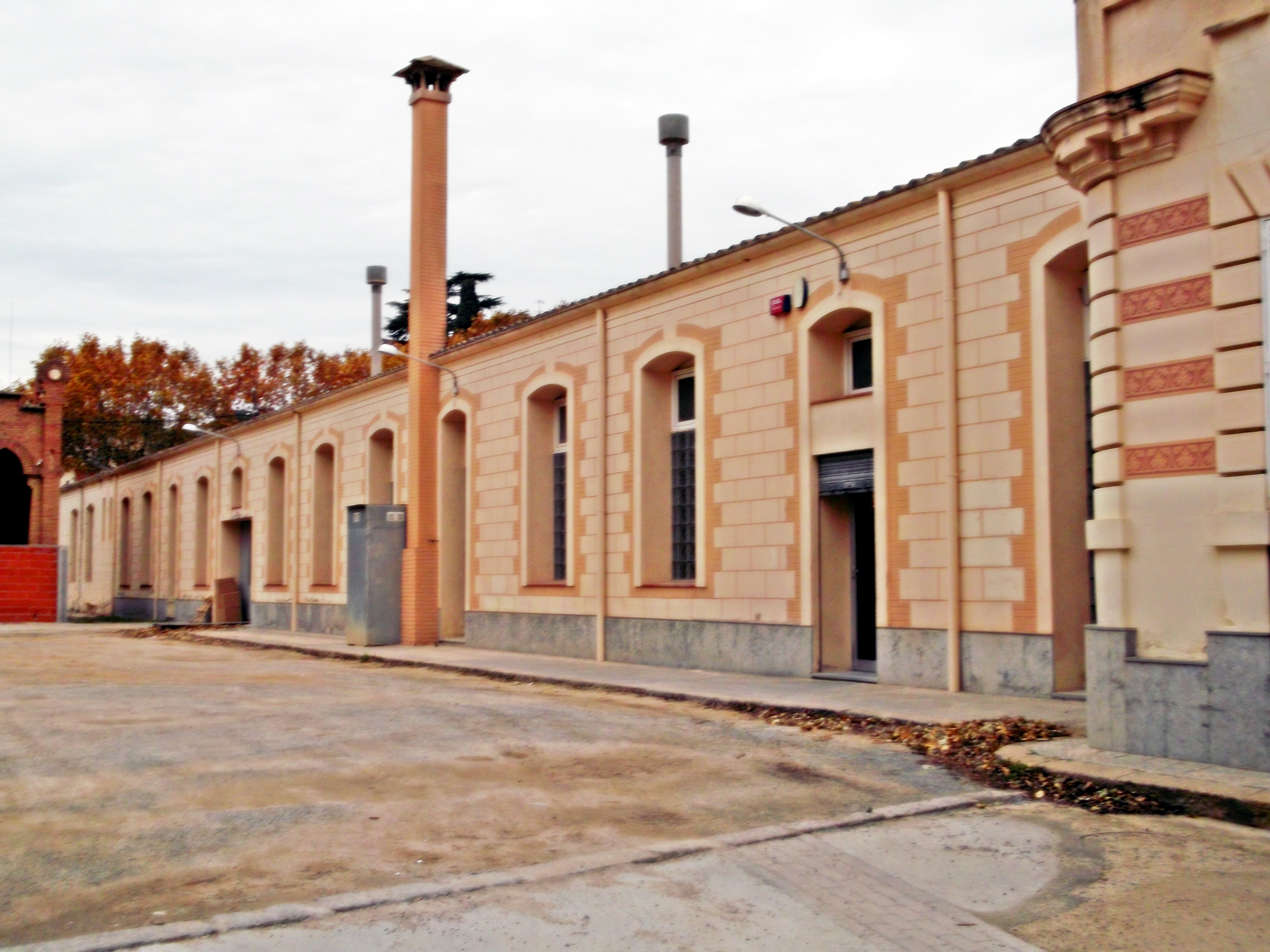
Fàbric Carbonell i Reverter

## Histoire
Les origines de Canet de Mar remontent au XIe siècle. Son économie était maritime : elle reposait notamment sur la navigation et la construction de bateaux.
Au début des années 1970, la ville a été marquée par les concerts « les Sis Hores de Cançó », qui ont attiré des milliers de personnes. cela a représenté un événement frappant puisque cela s'est produit dans les dernières années du franquisme.

## Politique et administration

### Administration municipale
Le conseil municipal comprend, en plus du maire, 5 adjoints et 11 conseillers municipaux, dont 7 sont dans l'opposition.

### Liste des maires
| Période                                  | Période | Identité                | Étiquette | Qualité |
| ---------------------------------------- | ------- | ----------------------- | --------- | ------- |
| 2011                                     | 2015    | Jesús Marín i Hernàndez | CiU       |         |
| Les données manquantes sont à compléter. |         |                         |           |         |

## Population et société

### Manifestations culturelles et festivités
Parmi les fêtes locales, les suivantes peuvent être considérées comme les plus importantes :
- le 1er mai : Réunion à la Creu de Pedracastell (Croix de Pedracastell) ;
- le 29 juin : « Festa Major de Sant Pere » ;
- le 8 septembre : « Festa Major petita », « Dia de la Mare deDéu de la Misericòrdia ».
- Marché hebdomadaire tous les mercredis.

## Économie
Canet de Mar a une économie fondée sur l'industrie textile, la floriculture et la culture de fraises. Le tourisme joue un rôle très important dans l'économie.

## Culture locale et patrimoine

### Lieux et monuments
Depuis le XIe siècle, Canet de Mar s’est démarqué en tant que noyau culturel, artistique et social. Le modernisme a aussi laissé des traces, grâce à Lluís Doménech i Montaner (1850-1923), à travers la casa Roura, la casa Domènech i Montaner et l'Ateneu Canetenc. Outre l’influence moderniste, on retrouve également des constructions comme le Castell de Santa Florentina, château fortifié du XIe siècle et restauré au XIXe siècle, le temple de Sant Pere de Canet (XVIe siècle) de style gothique, ou encore le Sanctuaire de la Misericòrdia (XIXe siècle) de style néo-gothique, sainte patronne du Maresme. Les constructions du XIXe siècle, les constructions contemporaines, et les constructions d’influence indienne et coloniale revêtent aussi une grande importance.

### Personnalités liées à la commune
- Rudy Ventura (1926-2009) : musicien né à Canet de Mar ;
- Julián Alonso (1977-) : joueur de tennis né à Canet de Mar ;
- Jordi Amat (1992-) : footballeur né à Canet de Mar.

### Gastronomie
Comme dans l'ensemble de la comarque de Maresme, la gastronomie de Canet de Mar est liée aux produits de la mer, aux légumes et plantes maraîchères.
Grâce à la Mer Méditerranée, les gambas, les langoustines, les calamars, les lottes, les palourdes, sardines occupent une place importante.
Parmi les plats traditionnels locaux figurent le bouillon appelé « escudella », les fèves à la catalane, le riz aux fruits de mer, et un plat de poisson en sauce « zarzuela ».

## Galerie

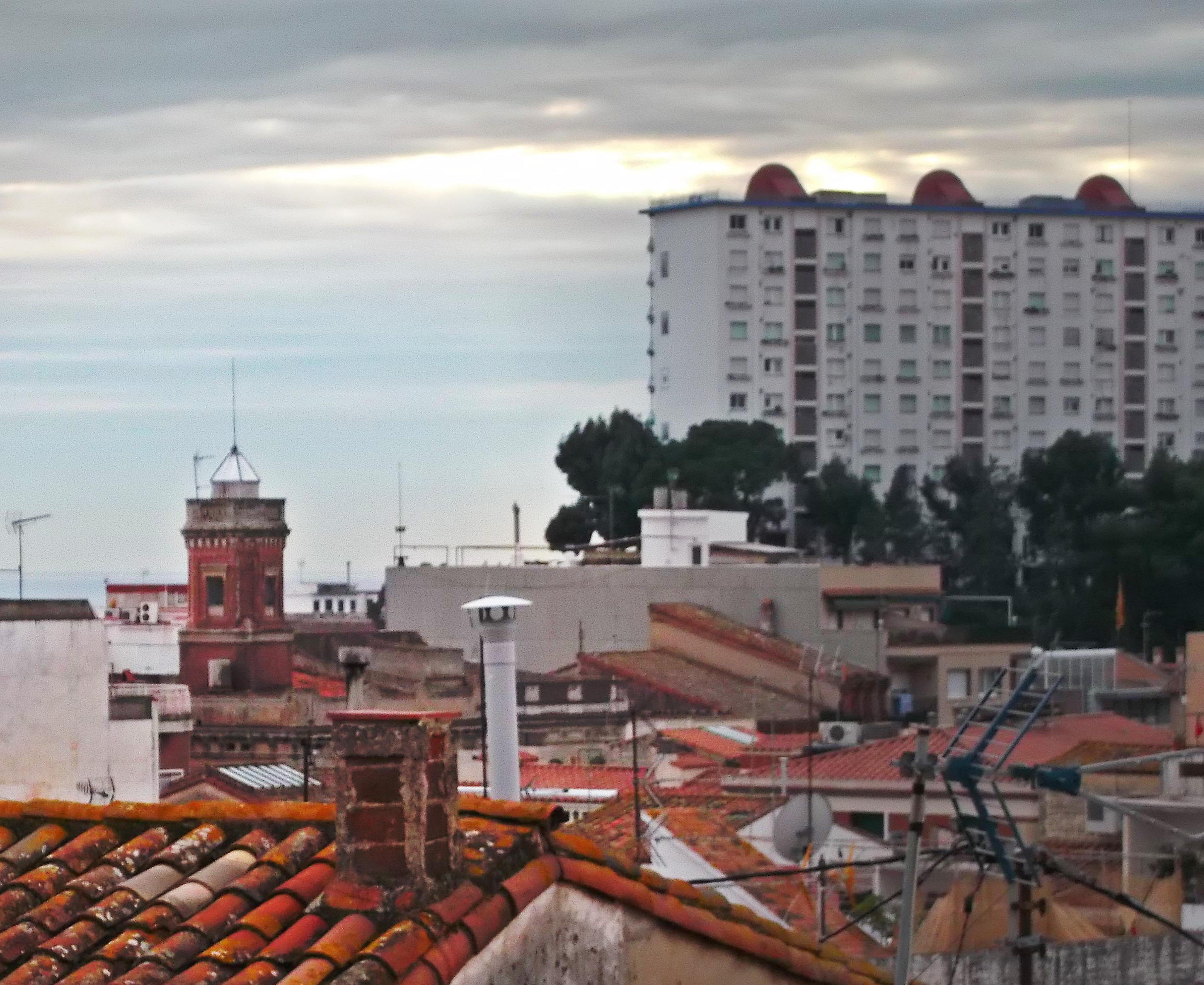
Aires Modernistes
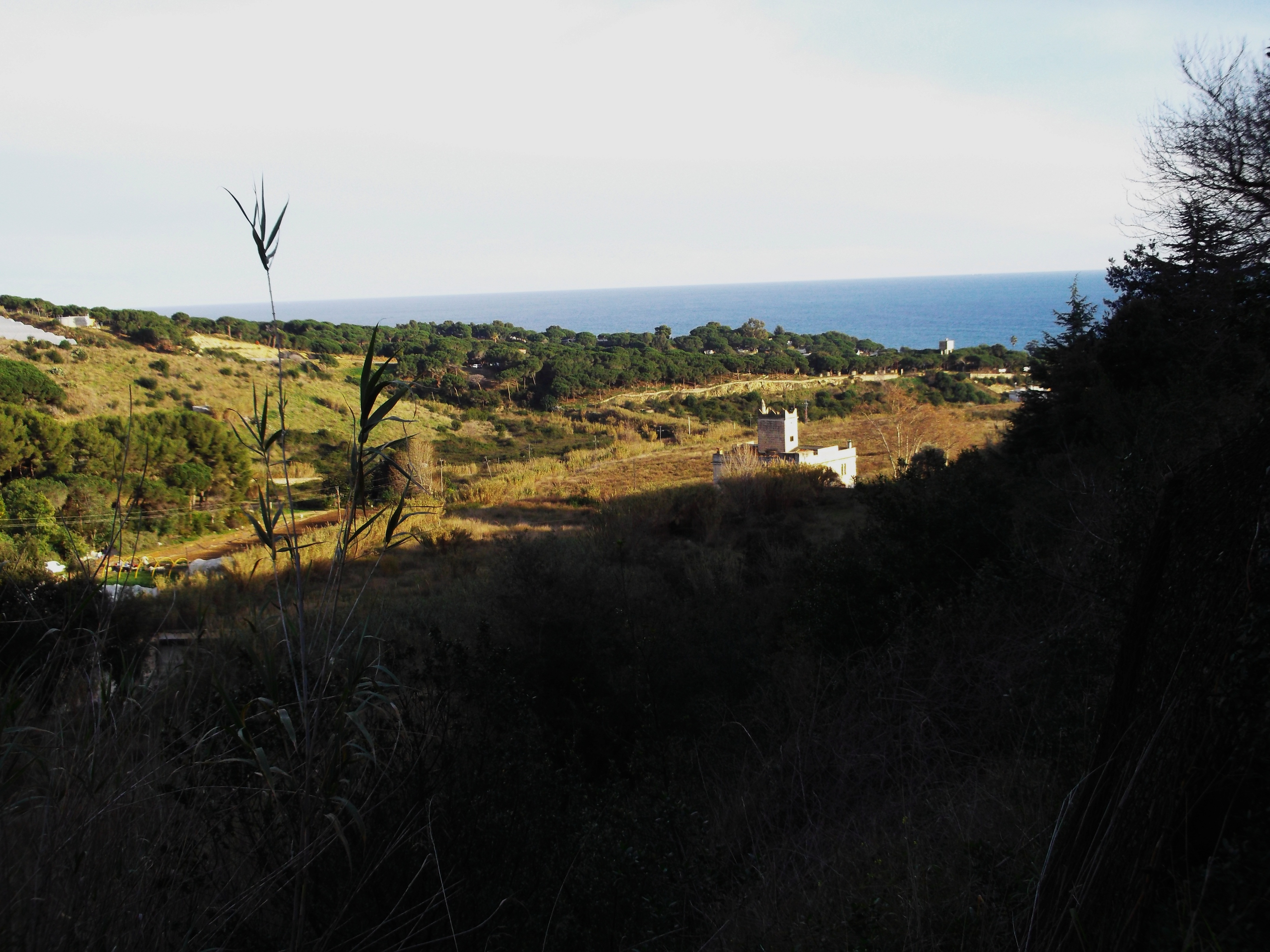
La Riera de l'Oms, Canet de Mar
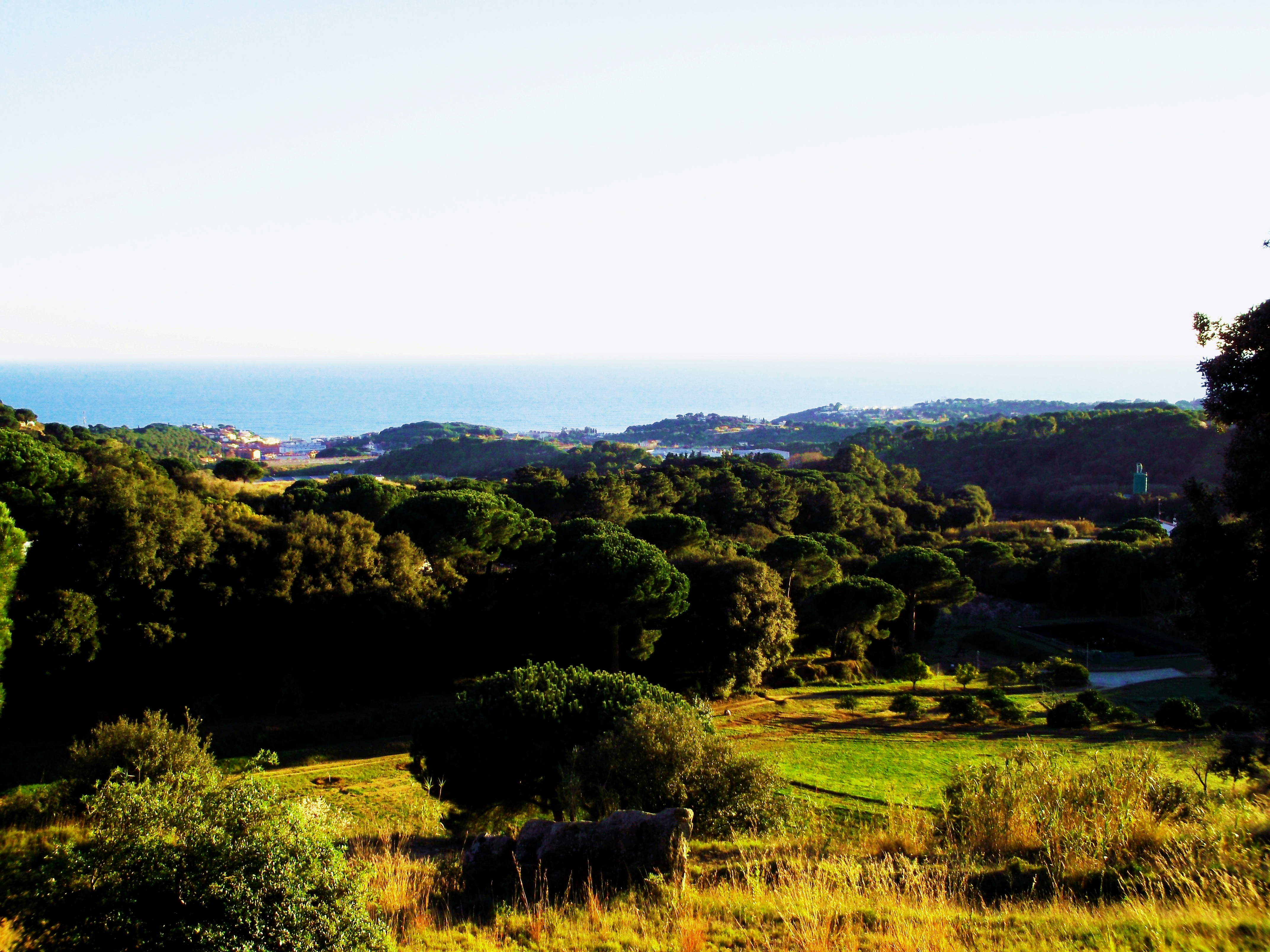
Canet des de els Tarongers
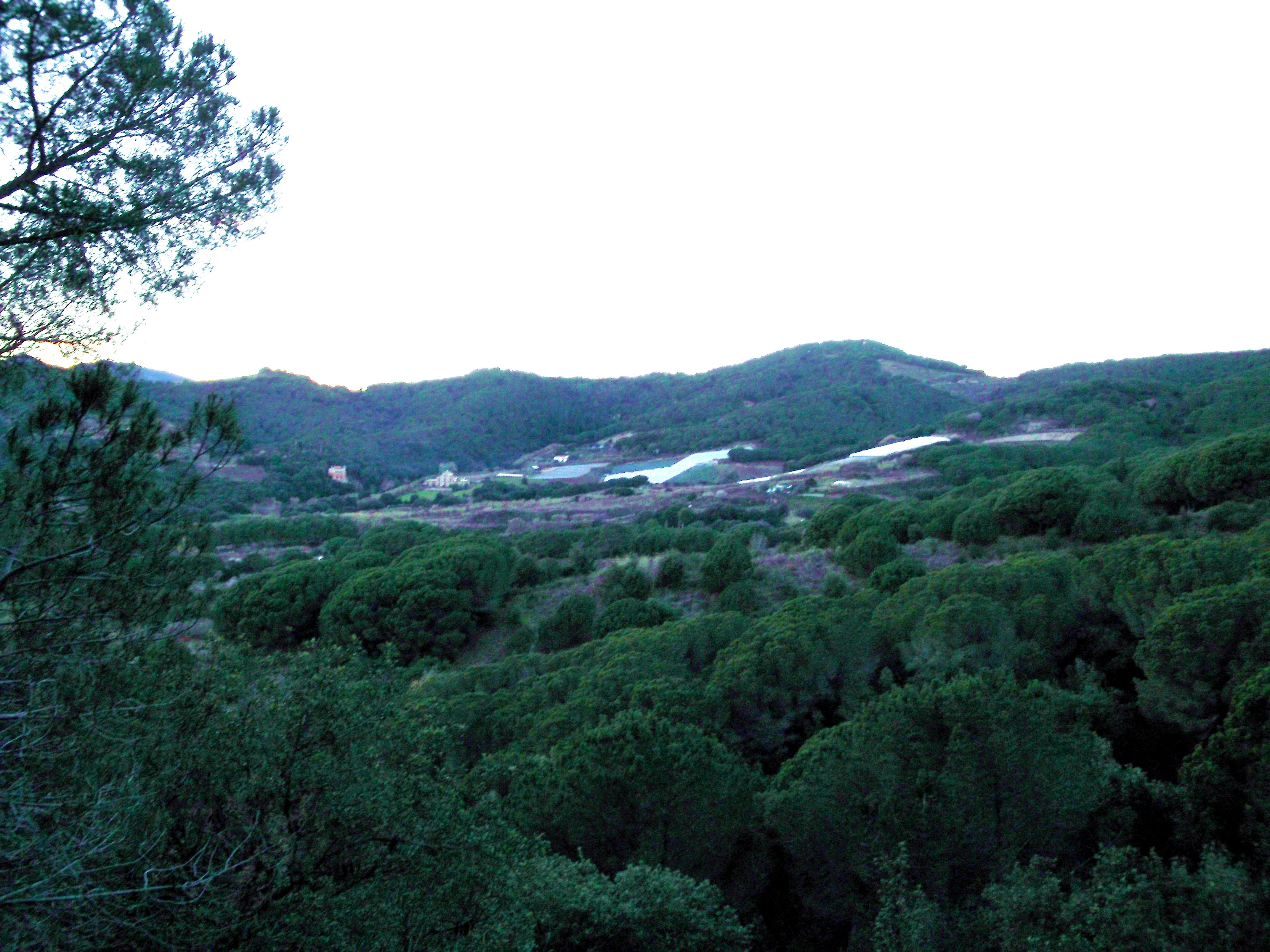
La Vall de Canet
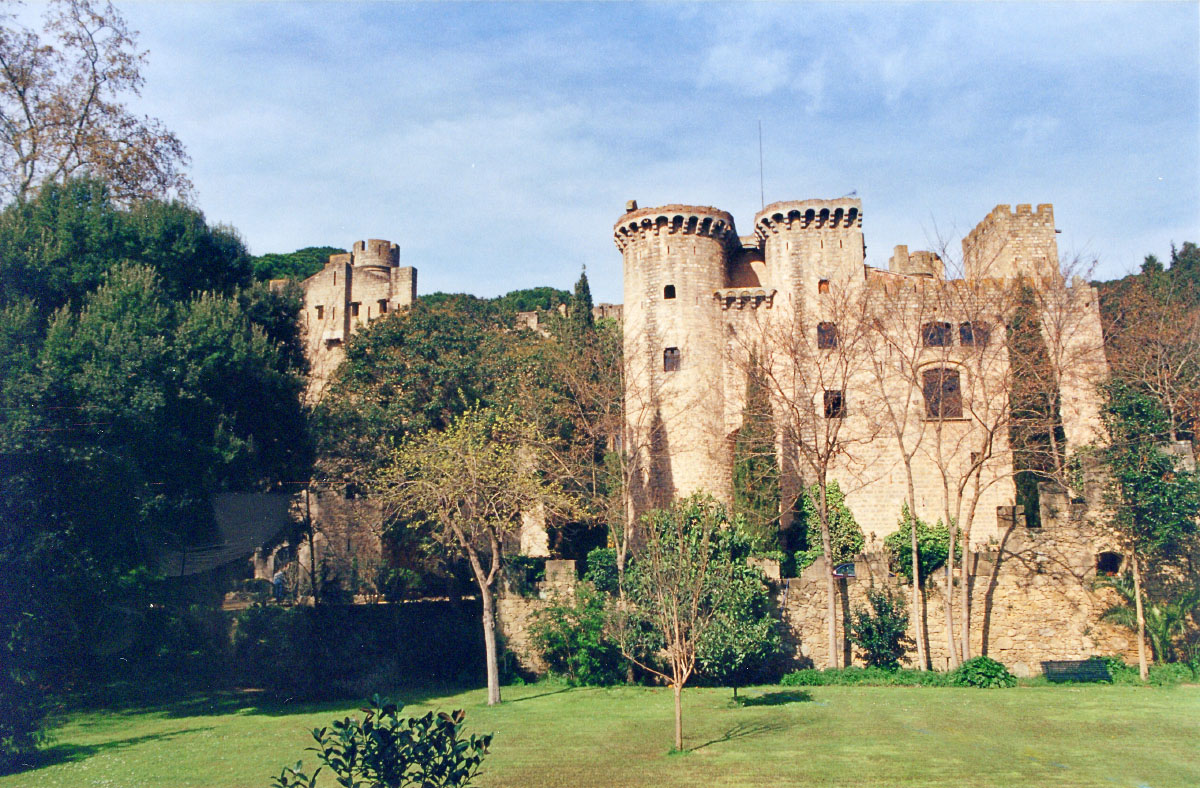
Castell de Santa Florentina